# Ууемыйз, Юханнес Юлиусович
Юханнес Юлиусович Ууемыйз (эст. Johannes Uuemõis; 7 декабря 1914, волость Эрра (ныне в составе волости Люганузе), Вирумаа, Эстляндская губерния — дата смерти неизвестна) — депутат Верховного совета СССР 3-го созыва.

## Биография
Работал машинистом электродепо Валга, преподавал в школе машинистов поездов в Таллине.
В 1950 году избран депутатом Верховного совета СССР[уточнить] 3-го созыва (1950—1954) от избирательного округа Валга.
Дальнейшая судьба неизвестна.